# Cubanos
Los cubanos son las personas originarias de Cuba. La mayoría de los cubanos viven en Cuba, 9 748 007 en 2024, aunque también hay una gran diáspora cubana, especialmente en los Estados Unidos donde vivían 1 450 808 cubanos y en España 223 532 en 2023, y en Brasil 50 355 en 2024.
Las provincias con mayor número de habitantes en Cuba (2014) son La Habana (3 276 191), Santiago de Cuba (1 584 928), Holguín (1 127 410), Granma (1 003 742), Villa Clara (800 335), y Camagüey (780 598). Según la Oficina Nacional de Estadísticas (ONE) al término de 31 de diciembre de 2010, la población era de 11 241 161 (5 628 996 hombres y 5 612 165 mujeres).

## Composición demográfica
La composición racial en Cuba era en 2002 de 7 271 926 blancos, con los negros y mulatos siendo 1 126 894 y 2 658 675 respectivamente. La población china en Cuba desciende en su mayoría de trabajadores contratados que llegaron en el siglo XIX para construir los ferrocarriles y trabajar en las minas. Después de la Revolución Industrial, muchos de estos trabajadores se quedaron en Cuba porque no podían pagar el pasaje de vuelta a China.

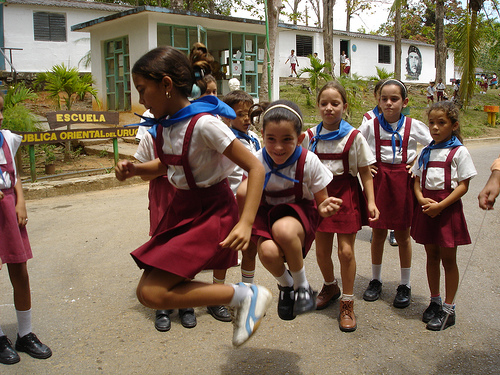
Escolares cubanos jugando.

La ascendencia de los cubanos blancos (65,05 %) proviene principalmente de los españoles. Durante los siglos XVIII, XIX y primera parte del siglo XX, especialmente, grandes olas de canarios, gallegos, asturianos y catalanes emigraron de España a Cuba. Otras nacionalidades europeas que inmigraron incluyen: británicos —entre ellos los escoceses—, rusos, polacos, portugueses, rumanos, italianos, griegos, franceses, alemanes e irlandeses. Hay un pequeño remanente de una comunidad judía. También hay una significativa afluencia étnica de diversos pueblos de Oriente Medio, especialmente libaneses, palestinos, turcos y sirios.
Los afro-cubanos componen 10,08 % al 23,84 % de la población. Sus orígenes son principalmente congo, un pueblo de África Central.
Los cubanos de origen asiático representan el 1 % de la población. En su mayoría son de origen chino, japonés o coreano.
De los taínos quedan pocos restos, se dice que el 1,02 % de la población cubana. Algunos indios americanos de los Estados Unidos se establecieron en Cuba en el siglo XIX (en particular, Cherokee, Choctaw y Seminole). No hay cifras exactas sobre sus descendientes actuales.[cita requerida]
La población total en el censo oficial de 1953 era 5 829 029 personas. La población de Cuba tiene orígenes muy complejos y los matrimonios mixtos entre los diversos grupos es tan general que se aplicará esta norma.
La tasa de natalidad de Cuba (9,88 nacimientos por cada mil habitantes en 2006) es una de las más bajas del hemisferio occidental, comparable solo con Europa. Su población total ha aumentado continuamente pasando de alrededor de 7 millones en 1961 a más de 11 millones ahora, pero la tasa de crecimiento se ha detenido en las últimas décadas, y ha pasado recientemente a una disminución, el gobierno cubano confirmó en 2006 el primer descenso en la población desde el éxodo del Mariel, aunque en el trienio 2007-2009 se reportó un ligero aumento de 0,58 por 1000 personas. La inmigración y la emigración han tenido notables efectos sobre el perfil demográfico de Cuba durante el siglo XX. Entre 1900 y 1930, cerca de un millón de españoles arribaron desde España.
Después de la Revolución de 1959, más de un millón de cubanos ha abandonado la isla, principalmente hacia Miami, Florida, donde se ha asentado, desde entonces, una importante comunidad con gran poder político. La emigración que se produjo inmediatamente después de la Revolución cubana era sobre todo de las clases altas y medias predominantemente blancos, contribuyendo así a un cambio demográfico, junto con cambios en las tasas de nacimiento e identificaciones raciales entre los diversos grupos étnicos. Hoy en día el país, y en gran medida debido a la severa crisis económica que atraviesa, adolece de su más aguda crisis migratoria: para septiembre de 2022, y desde fines del año anterior, cerca de 180 000 cubanos entraron a Estados Unidos de forma ilegal por la frontera mexicana y otros 8000 lo intentaron por vía marítima, según cifras de la Oficina de Aduanas y Protección Fronteriza de EE. UU., mientras que entre octubre de 2021 y noviembre de 2022 alrededor de 300 000 cubanos se entregaron a las autoridades migratorias de ese país. El valor representa el 8.7 % del total de entradas registradas por el Custom Border Patrol en dicho período, solo antecedidos por los migrantes de nacionalidad mexicana.

## Diáspora
Los cubanos están diseminados por los cinco continentes.
En los Estados Unidos vive la mayor comunidad de cubanos fuera de Cuba (1 312 510 personas, en 2022), sobre todo en Miami y en otras ciudades importantes de Florida, así como en Nueva Jersey, California, Nueva York, Texas y Puerto Rico. Sin salir de Norteamérica, en México vivían 25 976 cubanos (en el año 2020) y 19 545 en Canadá (en 2021).
También hay importantes comunidades de cubanos en Europa: en España vive la segunda mayor comunidad en el extranjero (198 639 cubanos en 2023), seguida de Italia (23 531 cubanos en 2023) y Alemania (con 9 185 cubanos en 2022).
En América del Sur las mayores comunidades cubanas se encuentran en Brasil (35 602 cubanos en 2022), en Uruguay (24 485 en 2020), en Chile (19 068 en 2022) y en Venezuela (10 769 en 2020).
Después de la fundación de la república en 1902, una considerable migración llegó desde la península ibérica a la isla, entre ellos algunos exsoldados españoles que habían participado en las guerras de independencia, y sin embargo, esto nunca fue un obstáculo para el respeto y el afecto de los cubanos, que siempre han estado orgullosos de sus orígenes hispanos.

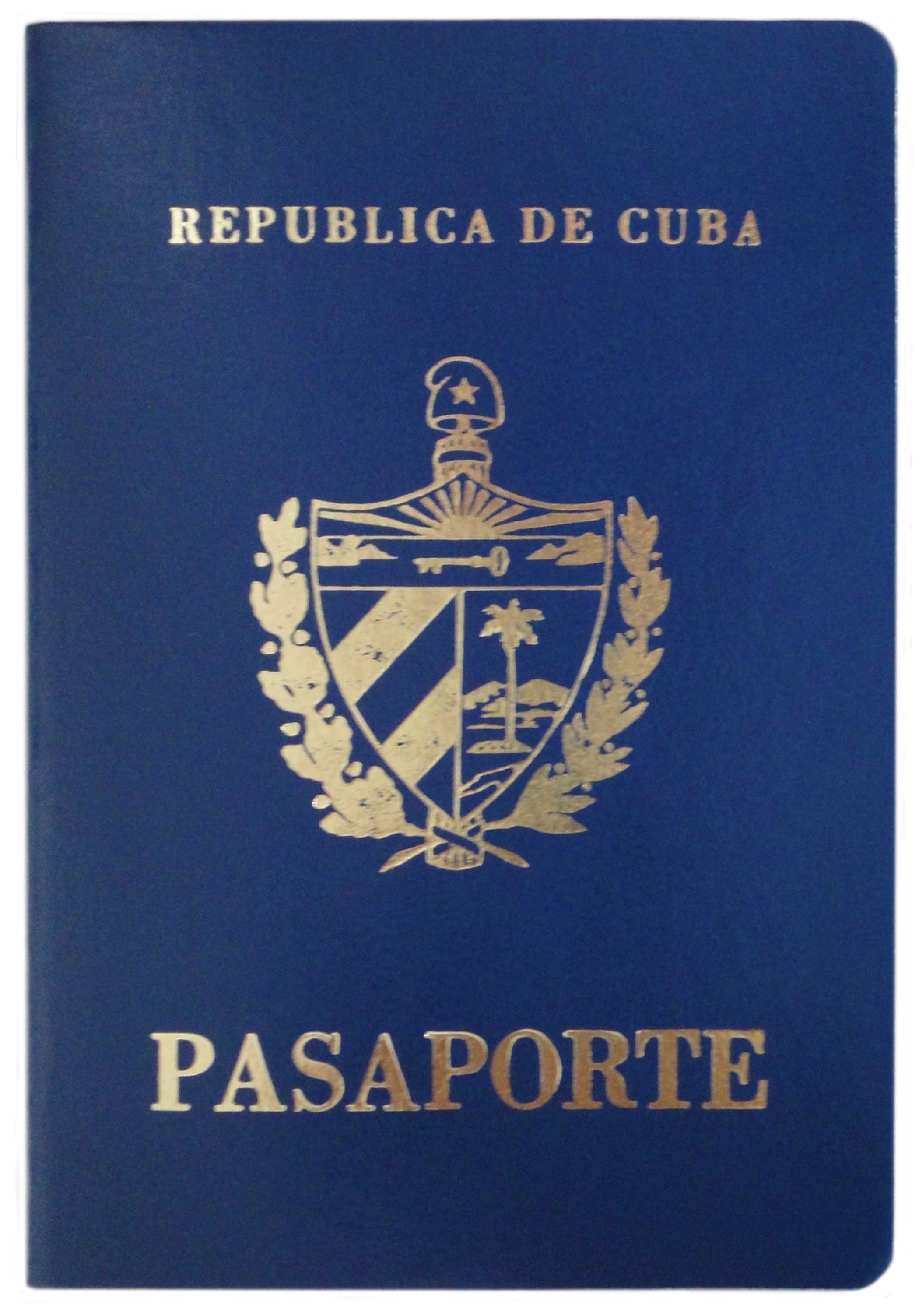
Pasaporte cubano actual.

En diciembre de 2008, España comenzó a aceptar solicitudes de ciudadanía de los descendientes de personas que fueron al exilio después de su brutal Guerra civil de 1936-39, mediante una ley de 2007 destinada a abordar el doloroso legado del conflicto. Esta nueva Ley de la Memoria Histórica especifica que se podrán conceder un máximo de 500 000 pasaportes a los cubanos de ascendencia española. Según la ley, los descendientes tenían hasta diciembre de 2010 para presentarse en la embajada española en su país de origen y entregar la documentación que acreditase que sus padres o abuelos se habían marchado de España entre 1936 y 1955, sin necesidad de renunciar a su ciudadanía actual.

## Historia

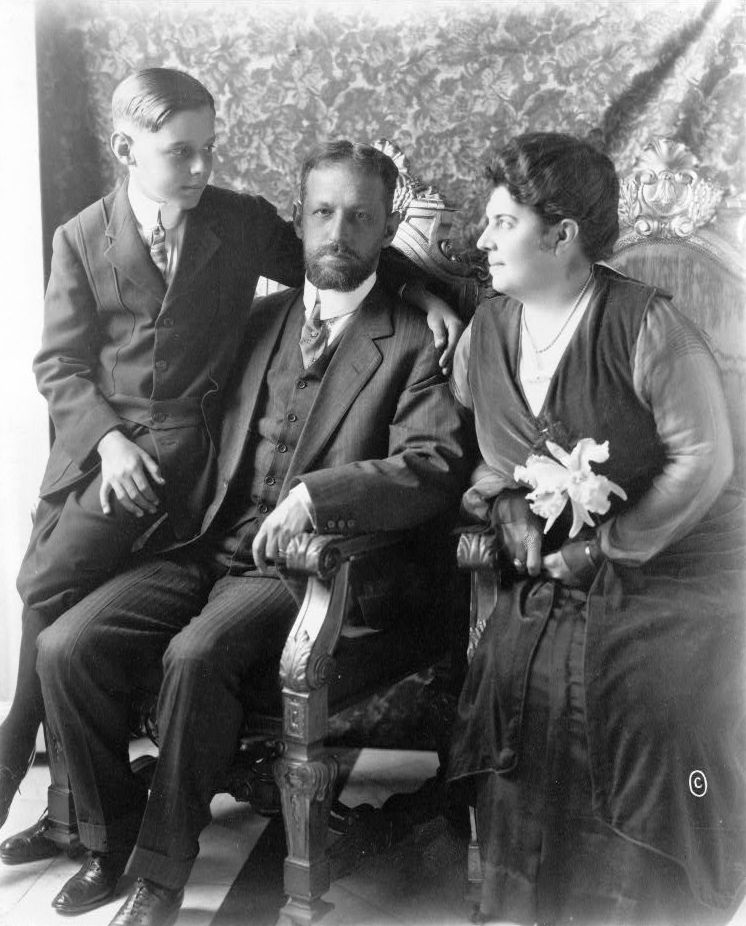
El presidente Mario García Menocal con su esposa e hijo.

Los primeros grupos humanos que habitaron la isla fueron los siboneyes, un pueblo amerindio que arribó desde norte y Centroamérica. Fueron seguidos por otro pueblo indígena, los taínos, que habían sido la principal población, tanto de Cuba como de otras islas de las Antillas cuando Cristóbal Colón divisó la isla en 1492.
Colón reclamó las islas para España, y Cuba se convirtió en una colonia española hasta 1898, sin tener en cuenta la breve ocupación por Gran Bretaña en 1762, antes de ser devuelta a cambio de Florida. Hacia el final del siglo XIX, España había perdido la mayor parte de sus posesiones americanas y una serie de rebeliones habían sacudido Cuba. Esto, combinado con un llamamiento a la anexión de Cuba a los Estados Unidos, llevó a la guerra de Independencia cubana, encabezada por José Martí. Después de la explosión del acorazado Maine, de EE.UU, en la bahía de La Habana, los norteamericanos entran en el conflicto, comenzando así la guerra hispano-estadounidense. Tras la victoria de los norteamericanos, estos ocupan la isla hasta que, en 1902, Cuba obtiene su independencia formal.
Durante las primeras décadas del siglo XX, los intereses de EE. UU. fueron dominantes en Cuba. Esto terminó en 1959, cuando Fulgencio Batista fue derrocado por los revolucionarios encabezados por Fidel Castro. Rápidamente ocurrió un deterioro de las relaciones con EE. UU., lo cual llevó a la alianza de Cuba con la Unión Soviética.

## Cultura
La cultura cubana refleja las influencias de varias culturas diferentes, principalmente europeas (españoles) y africanas. Esto es evidente en su idiosincrasia, donde priman un humor abierto e ingenioso en la mayoría de los cubanos. Sin embargo, durante el período de la república (1901-1958) la cultura cubana también fue fuertemente influenciada por EE. UU. Esto fue más evidente en la música, los deportes, la arquitectura y las finanzas, entre otros terrenos. En algunos aspectos, muchos cubanos veían la cultura cubana más estrechamente relacionada con Estados Unidos que con México u otras naciones vecinas de América Latina. Durante el período revolucionario (1959 - actual), la influencia soviética se hizo presente en casi todos los planos de la vida diaria. Existió una migración importante de rusos, ucranianos y alemanes, la mayoría militares, al país. Casi todos volvieron a sus países de origen tras el colapso del comunismo en Europa del Este.

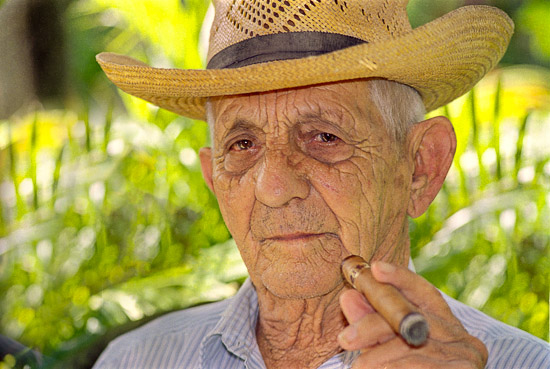
Alejandro Robaina, patriarca de una de las principales familias cubanas productoras de tabaco.

Indiscutiblemente, dos de los elementos más distintivos de la cultura cubana son la música y el baile, que son bien conocidos fuera del país. Los más famosos estilos de la música latina, tales como el mambo, la rumba, la salsa, el bolero y el son, surgieron en Cuba. Los orígenes de gran parte de la música cubana se pueden encontrar en la mezcla de la música española con la de África occidental, mientras que la influencia estadounidense se aprecia en elementos musicales como los trombones y las big bands que también fueron importantes en la formación de la música cubana.
La literatura cubana incluye algunos de los nombres más conocidos del Caribe, como el escritor y héroe de la independencia José Martí en el siglo XIX. Otros autores cubanos, más contemporáneos, incluyen a Daína Chaviano, Pedro Juan Gutiérrez, Antonio Orlando Rodríguez, Zoé Valdés, Leonardo Padura y Miguel Barnet, entre otros.

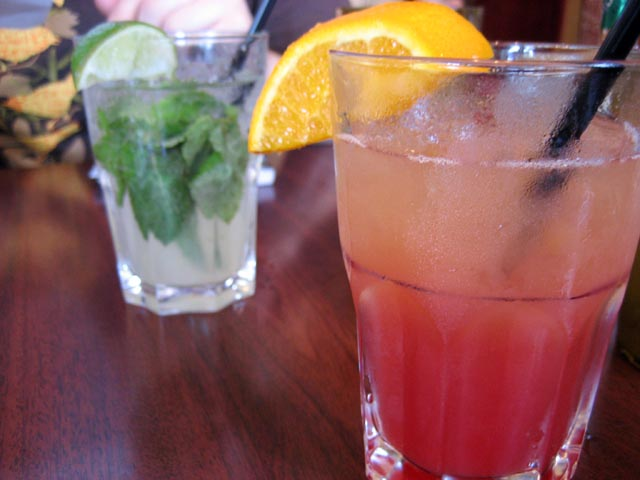
Cócteles cubanos.

La cocina cubana es una fusión de las cocinas española, africana y caribeña. Las recetas cubanas comparten la combinación de especias y técnicas provenientes de la cocina española y africana, con ciertas influencias caribeñas. Los platos cubanos más famosos son el congrí, la yuca con mojo, el cerdo asado, los chicharrones de cerdo y los plátanos maduros fritos. Entre los cócteles se destacan el daiquirí y el mojito.
El idioma español es hablado por casi todos los cubanos en la propia isla, cuentan con la Academia Cubana de la Lengua, institución creada en aras de seguir construyendo la identidad sociocultural a través del uso de una lengua viva como el español, que refuerce la identidad nacional en la isla. El mismo se caracteriza por la reducción o aspiración de varias consonantes --característica que comparte con otros dialectos del Caribe español--, así como con las Islas Canarias. Muchos cubanoamericanos, sin dejar de ser fluidos en español, usan el inglés como una de sus lenguas a diario.

## Símbolos
La bandera cubana es de color rojo, blanco y azul y fue adoptada por primera vez por Narciso López en una propuesta formulada por el poeta Miguel Teurbe Tolón. El diseño incorpora tres franjas azules, representando el mar que rodea la isla y los tres departamentos en que estaba dividida la colonia (Occidente, Centro y Oriente), más dos franjas blancas intercaladas que simbolizan la pureza de la causa patriótica. El triángulo rojo representa la sangre derramada para liberar a la nación. La estrella blanca en el triángulo representa la iniciativa de anexión a Estados Unidos, un dato no muy mencionado actualmente. 
El escudo es una adarga ojival, dividida en tres cuarteles que representan los campos cubanos, la bandera y la importancia estratégica de Cuba como llave del Nuevo Mundo o del Golfo de México.
El Himno de Bayamo o La Bayamesa es el himno patriótico nacional.